# Факультативний протокол до Конвенції проти катувань
Факультати́вний протоко́л до Конве́нції про́ти катува́нь та і́нших жорсто́ких, нелю́дських або́ таки́х, що прини́жують гі́дність, ви́дів пово́дження і покара́ння — юридично обов'язкова для держав-учасниць допоміжна міжнародна угода до Конвенції проти катувань та інших жорстоких, нелюдських або таких, що принижують гідність, видів поводження і покарання, якою засновано міжнародну систему інспекції місць ув'язнень за зразком Європейського комітету з питань запобігання катуванням при Раді Європи.